# 坂本堤弁護士一家殺害事件
坂本堤弁護士一家殺害事件（さかもとつつみべんごしいっかさつがいじけん）は、1989年（平成元年）11月4日に日本の神奈川県横浜市磯子区洋光台三丁目で発生した殺人事件。旧オウム真理教の幹部6人が、オウム真理教問題に取り組んでいた弁護士の坂本堤（当時33歳）とその妻子合わせて3人を殺害した事件である。坂本弁護士一家殺害事件とも呼称される。

## 概要

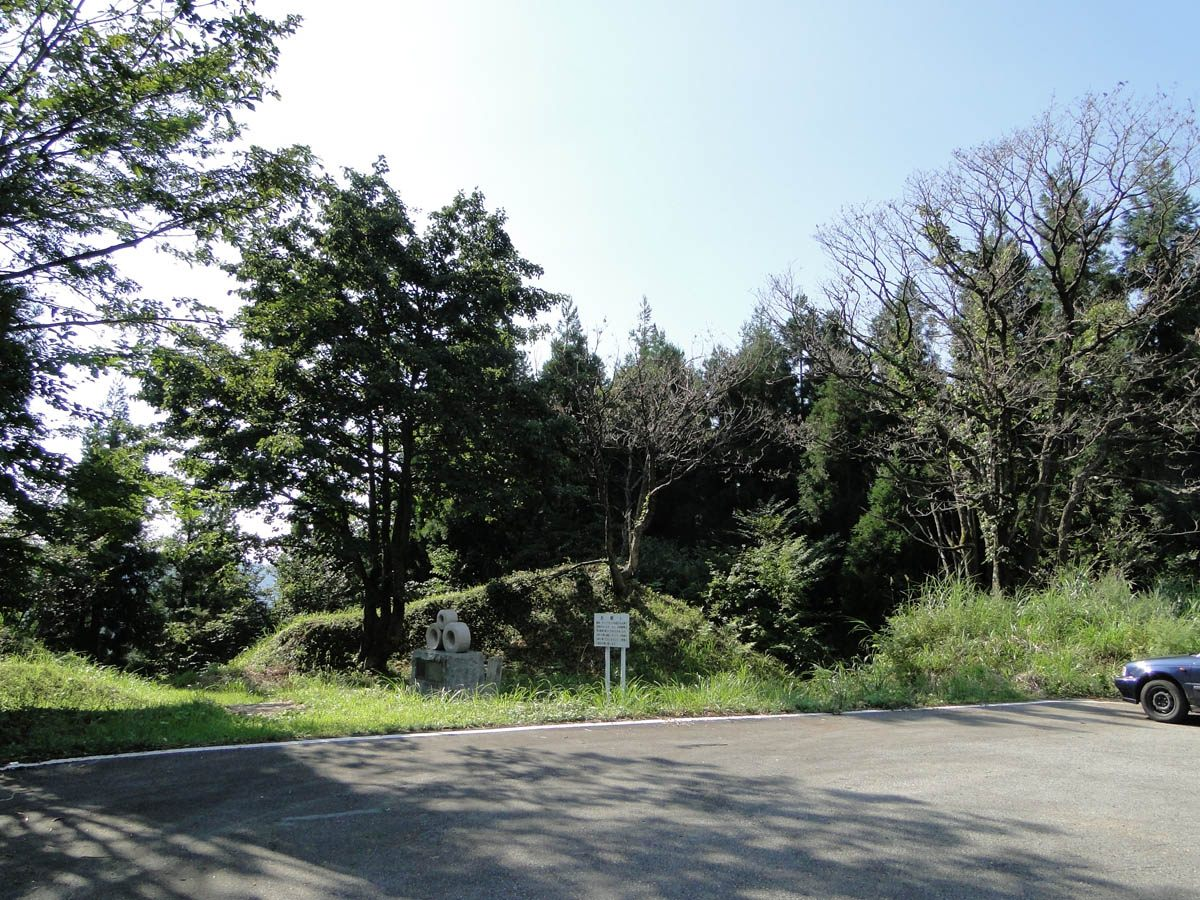
坂本弁護士一家の碑（富山県魚津市別又谷山中）。現在は片貝山ノ守キャンプ場内に移設。

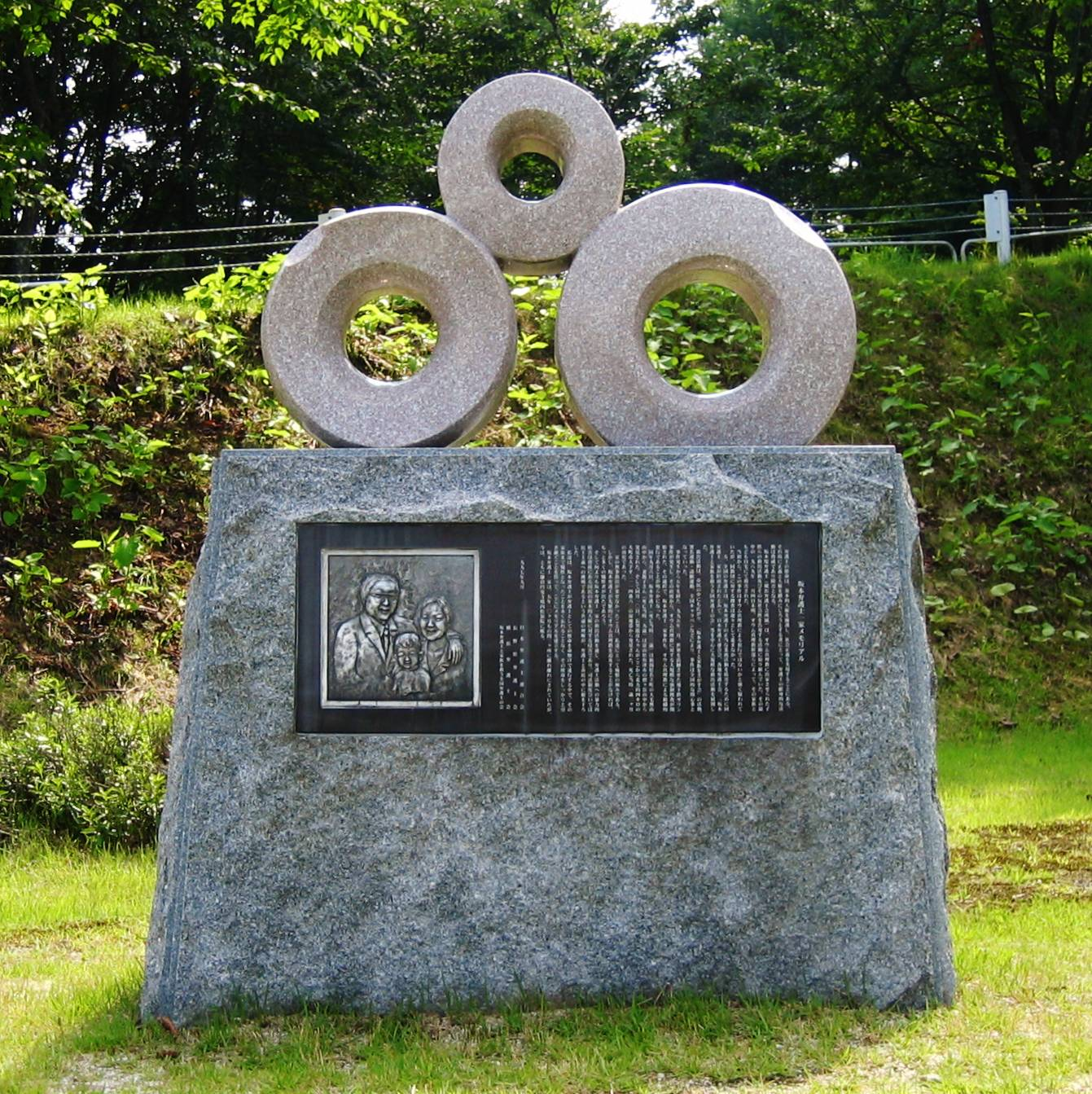
長男の慰霊碑（長野県大町市）

### 事件のきっかけ
神奈川県横浜市にある「横浜法律事務所」に所属していた坂本堤弁護士は、江川紹子からの紹介で、出家信者の母親から息子のオウム真理教脱会について相談されたことがきっかけとなり、1989年（平成元年）5月からオウム真理教の反社会性を批判・追及し「オウム真理教被害者の会」を組織していた。9月、『サンデー毎日』で「オウム真理教の狂気」特集がスタートし、オウム批判が強まる中、坂本弁護士も取材を受けるようになった。
オウム真理教に対して、批判的な記事を書いていた『サンデー毎日』の出版を差し止めるべく、出版元である毎日新聞社本社の爆破計画があった。2トントラックに爆弾を搭載し、輪転機がある（はずの）パレスサイドビルディング地下階に突っ込んで爆発させれば、サンデー毎日の出版を停止できるという計画だった。爆弾は村井秀夫が作る予定であった。しかし、トラックが地下に入れないことと、そもそもサンデー毎日がパレスサイドビルディング地下階の輪転機で印刷されているかが不明であったことにより、計画は暗礁に乗り上げた。
代替案として、直接爆弾を設置する計画があったが、早川紀代秀がオウム真理教のビラを千代田区一ツ橋の毎日新聞社に置いてきたため、証拠を残してしまうことから頓挫した。

### 殺害決定
10月26日、上祐史浩、青山吉伸、早川紀代秀は坂本のインタビューを撮影したTBS（当時の千代田分室）に抗議して放送を中止させる（『3時にあいましょう』のTBSビデオ問題）。インタビュービデオの中で坂本は、「信者の家族の苦しみが置き去りにされている」「宗教を利用したインチキ商法になっているのであれば断罪されるべき」「尊師に超能力で跳んだり透視するのを実演してほしいと頼んだが、それはできないとのことだった」「血のイニシエーションは詐欺」などと発言していた。
10月31日、上祐、青山、早川は横浜市にある坂本の法律事務所で訴訟回避に向けた交渉を行ったが、坂本は麻原のDNA培養物を高額で売りつける「DNAのイニシエーション」はインチキであり、京都大学が認めたなどと宣伝しているがそのような事実はなかったなどの指摘を行い、訴訟の意思を変えなかった。「信教の自由がある」という上祐に対し坂本は「人を不幸にする自由などない」と言って交渉は決裂する。坂本はオウム真理教の宗教法人の認可取り消しなどの民事訴訟の準備に入った。また被害者の会も「水中クンバカや空中浮揚を公開の場で行え」と要求してきた。
11月2日または3日頃、麻原彰晃はオウム真理教幹部である村井秀夫・早川紀代秀・岡﨑一明・新実智光・中川智正をサティアンビル（後の第1サティアン）に集め、右手の親指と人差し指で輪を作ってはじく「ポアのサイン」をして、「もう今の世の中は汚れきっている。もうヴァジラヤーナを取り入れていくしかないんだから、お前たちも覚悟しろよ」「今ポアをしなければいけない問題となる人物はだれと思う」と問い詰めた。
当初は『サンデー毎日』の編集長を務めていた牧太郎を、帰宅途中に抑え込み殺害するという計画であったが、牧は多忙ゆえ帰宅時間が分からず襲いにくいために計画は立ち消えとなった。そこで麻原は「牧太郎ではない。坂本弁護士である」と言って突然標的を坂本に変更した。坂本は『サンデー毎日』のネタ元とされていた。一方で早川は、牧でなくいきなり坂本の名前が出たと証言している。
そして麻原は「坂本弁護士をポアするんだよ」「ポアするんだよポア」「話しても無駄だから、ポアするんだ」などと言い、坂本を塩化カリウムで殺害するよう指示した（塩化カリウムは中川が以前勤務していた大阪鉄道病院から盗んだほか、村井も独自入手していた）。また、腕力のある人材が欲しくなったのでメンバーに端本悟も加え、端本には早川から「坂本堤という弁護士をただちにポアすることとなった」と伝えられた。
「坂本弁護士の活動は、真理党からの出馬を予定している翌年（1990年）の衆議院議員総選挙や、今後の教団の発展の障害となる」と考えたことが動機とされる。麻原の検察官面前調書によると、「自分（麻原）への誹謗中傷はいいが、真理への妨害は許されないため、坂本弁護士が悪業を積む前にポアした」と語っている。
11月3日、熊本県在住の在家信徒の弁護士から坂本の住所を電話で聞き出し、9時頃に実行犯らは村井の専用送迎車だった日産・ブルーバードと、いすゞ・ビッグホーンに分乗し出発した。途中で杉並の教団マンション（カーサ上荻）にあった選対に向かい、2台の交信用の無線機を林泰男が用意し、ついでにかつらなどで変装した。村井は長髪、新実はアフロヘア、岡﨑は七三分けに眼鏡であったという。その後新宿でスーツなどを買い、横浜へ向かった。

### 横浜へ
予定では、坂本が通勤で利用する横浜市磯子区の東日本旅客鉄道（JR東日本）根岸線の洋光台駅付近で待ち伏せし、車に連れ込み塩化カリウムを注射して殺害し、遺体をそのまま運び去る計画であった。しかしこの日は祝日（文化の日）であることを中川以外忘れており、坂本は現れなかった。中川がそのことを指摘すると、新実は中川を指さして「かしこい」と褒めた。このため、一行は同区にある坂本の自宅に向かった。
22時、岡﨑が坂本宅に向かうとドアに鍵がかかっていないことが判明した。早川はこれを麻原に電話連絡し、同時に坂本の「付属物」すなわち家族をどうするかが検討された。麻原は「ほほう、そうか。じゃ、入ればいいじゃないか。」「（家族を巻き添えにすることは）しょうがないんじゃないか。一緒にやるしかないだろう。」と一家全員の殺害を命令した。麻原は検事調書の中でこの時の心境を「私は一瞬、子どものことが頭に浮かびましたが、私も小さいときから親から離れて苦労しており、子どもだけ生き残らせても逆に残酷だと思い、殺害を許可した」と語っている。

### 決行
念のため早川と新実が日産・ブルーバードで洋光台駅に向かい、他の4人は坂本宅近くに停めたビッグホーン内で待機して最終電車まで待ったが、坂本は現れず家にいると判断、翌11月4日3時頃に自宅に侵入し、寝ている坂本一家を発見した。
抵抗が激しく中川が手間取ったため誰にも塩化カリウムをしっかり打てず、窒息させて一家全員を殺害した。

#### 坂本
端本に馬乗りされ、顎を6、7回殴られた後、岡﨑に首、早川に足を押さえられた。実行犯らに「金か、金ならやる」と言った。中川から尻に塩化カリウムを打たれたが筋肉注射だったため効果が無く、2、3回ほどやり直したが針が曲がった。その後窒息死。

#### 坂本の妻（都子）
新実に馬乗りされる、上半身を蹴られるなどの暴行を受け、端本に腹を蹴り飛ばされ、膝落としをされた後、村井、早川、中川に首を絞められる。中川から塩化カリウムも打たれた。「子どもだけは」と命乞いをしたり、村井の指を噛んだりと抵抗したが、窒息死。

#### 坂本の長男（当時1歳）
泣き出したため、中川と新実に鼻口を押さえつけられ、窒息死。検察側は顔と腹を殴られたとしているが、弁護側は否定した。

### 隠蔽
遺体はビッグホーンで上九一色村へ運ばれた。11月4日7時頃、富士山総本部に到着した一行を麻原と石井久子が出迎え、麻原は「よくやった、ごくろう」と上機嫌に述べた。その後の説法で麻原は「今日は午前4時前から、アーモンドの修法を行った」とし、欲について説いた。説法後、麻原は「遺体はドラム缶に詰めて遠くの山に埋め、車は海に廃棄せよ」と幹部らに指示した。
同日午前中、一行はブルーバード、ビッグホーン、マツダ・ボンゴの3台で出発。まず、同日午後に長男の遺体を長野県大町市日向山（関電トンネル電気バス扇沢駅近くの湿地帯）に埋めた。その後、一行は新潟県西頸城郡能生町（現：糸魚川市）のドライブイン駐車場で仮眠をとり、翌5日、新潟県西頸城郡名立町（現：上越市名立区）の大毛無山西側の山腹の林道横（標高約950 m）に坂本の遺体を埋めた。翌6日、妻の遺体は富山県魚津市別又の僧ヶ岳中腹（林道別又僧ヶ岳線脇、標高約700 m）に埋めた。
遺体の処理は乱暴であり、村井は歯型から身元がわからぬように歯形を潰そうと提案、坂本の歯をツルハシで叩きつけたり、岡﨑・村井・新実はツルハシや石で坂本の顔を潰そうとしたりしていた。遺棄現場の新潟で景気づけに早川が買ってきたベニズワイガニの殻と一緒に、ゴミ同然に埋められた。
その後、一行は日本海にドラム缶や道具類を捨てた後、片山津温泉に宿泊した。ビッグホーンとブルーバードは海中投棄する予定であったが中止された。

#### 11月9日
車の廃棄場所を探していた一行に対して、麻原はプルシャを落とした中川を叱責し、手袋をせず指紋を残した可能性のある早川、村井に富士本部に帰るよう指示した。

#### 11月11日未明
麻原は帰ってきた一行に「真理を妨害することで得た金で養われている者も悪行を積んでいる」と説いて、「三人殺したら死刑は間違いない。みんな同罪だ。死刑だな」と笑みを浮かべながら語った。

## 事件後
殺害の際、中川がプルシャ（オウム真理教のバッジ）を部屋に落としたため、当初からオウム真理教による犯行が疑われることとなった。

### 11月18日夜
坂本の失踪に関して教団が記者会見し、「（現場に落ちていたプルシャについて）坂本弁護士が被害者の会の親から預かったものか、第三者が故意に置いたと考えるのが自然」「警察からは事情聴取も受けていない」「申し入れがあれば捜査に協力する」と発表した。この時、集中修行は11月いっぱいまでという説明をした。

### 11月19日
神奈川県警察は日曜日にもかかわらず教団幹部に事情聴取を申し入れたが、教団側は「修行」を理由に事情聴取を拒否、「捜査本部では責任者の集中修行が終わるのを待ってあらためて事情聴取を求める方針」とした。その一方で麻原は、出版社（非公表）のインタビューに応じる約束を入れていたが、これは11月17日夜にキャンセルされている。

### 11月21日
11月18日の会見で示し、11月19日の幹部事情聴取を拒否した理由である集中修行の期間中であるにもかかわらず、幹部がKLMでオランダのアムステルダムに向け出国した。しかもこれは11月20日出発の予定が、エンジントラブルで1日遅れたものだった。教団側はボンとニューヨークの支部に行く予定が以前から決まっていた旨を説明したが、11月21日と11月27日には麻原が出演するコンサートが東京で開かれることになっており、11月25日と11月26日には名古屋で説法会を行う予定が入っていた。ボンへ行く目的も当初は「布教活動」としていたが、現地会見で「政治活動」や「現地のビルの賃貸借契約が切れてしまうのでお金を払わなければならない。本当は11月15日に行かなければならなかった」と言い出している。岡﨑は後に裁判でこの旅行は警察やマスコミから逃れることが目的であったと述べている。
同日、弁護士有志の団体として「坂本弁護士と家族を救う全国弁護士の会」が結成され、1995年（平成7年）9月に遺体が発見されるまでの間、坂本一家を救うべく、日本全国規模でチラシ等の配布やキャラバン活動が展開された。

### 11月30日
教団がボンで会見。坂本の失踪は横浜法律事務所が仕組んだ狂言だと主張、その後もテレビなどで「被害者の会の親が、子供から取り上げたバッジを坂本氏の部屋に置いた」と主張した。
同行した報道関係者によると、教団は現地ではほとんど支部建物に籠り、布教や政治活動をしている形跡はなかった。一行にはドイツ語を話せるものがおらず、ボン支部へも道に迷い、語学が堪能な記者が見かねて教えたという。一行はニューヨークから帰国後テレビの生番組にフル出演、その後インドに渡り年末に帰国した。

### 初動捜査問題
失踪当初、坂本が所属していた「横浜法律事務所」等の関係者からオウム真理教の関与を指摘する声があったが、神奈川県警察は事件性は不明であるとの認識であった。これは「横浜法律事務所」所属弁護士の大部分は日本共産党系とされる「自由法曹団」に所属しており、横浜法律事務所が労働問題（国労横浜人活弾圧事件で神奈川県警が誤認逮捕）や日本共産党幹部宅盗聴事件において警察側と対立していたうえ、坂本が労働運動弁護を行っていたことから、神奈川県警察が反共主義的な意識から坂本を快く思っておらず、捜査も「手抜き」をしているという批判があった。江川紹子によると、神奈川県警幹部は「横浜法律事務所の言うように拉致だ、拉致だ言ってると今に恥をかくぞ」「横浜法律事務所の弁護士さんたちが、マスコミにベラベラ喋るので困る」などと言っていた。また、遺族の家に来て本棚の本のタイトルを記録し、思想調査をしていた。
横浜法律事務所の弁護士の訴えに対して必要以上に慎重な姿勢をとっていたのではないかとの疑念も残る。特に「国労横浜人活弾圧事件」は坂本が主に担当していた。ただでさえ反権力志向とされる在野法曹の中でも、とりわけ日本共産党系とされる弁護士らは警察と対立する立場にあった。そのため記者クラブにおいて、神奈川県警は「坂本は借金を抱えて失踪した」「（仕事で得た）大金を持ったまま逃げた」「（学生時代から関わりのある）共産主義過激派の内ゲバに巻き込まれた」などの事実無根の噂を新聞社数社に流している。しかも、それと同時に神奈川県警は「任意の失踪の可能性は五分五分」とリークしている。
オウム真理教もこれに便乗し「労働運動などが関係している」「犯行現場にわざわざプルシャを落とすことは明らかに不自然であり謀略」と主張した。この神奈川県警の不手際は、オウムの暴走を増長させてしまう結果となり、松本サリン事件や地下鉄サリン事件など多くのオウム事件が発生する要因のひとつともなった。
一方、事件当時に横浜地方検察庁検事正であった佐藤道夫は「この批判は的外れ」とし、県警はオウム真理教の関与は間違いないだろうと判断しており、事の性質上、捜査の方向や進捗状況を明らかにするわけにいかなかった。あの時点では家宅捜索なりを行うことも無理であったとしている。相手が宗教団体だったことで、捜査上大きな障害となった。
元東京地方検察庁特別捜査部長の河上和雄や神奈川県警は、暴力団の後藤組の犯行と見ていた。

### 中沢新一ら著名文化人による教団擁護
オウム真理教側はさかんにメディア進出を行い、テレビ番組に出演したり有名人と麻原の対談などを行い潔白を主張するようになった。これもあってオウム真理教への嫌疑は次第に薄れていった。
宗教学者の中沢新一は『週刊SPA!』1989年12月6日号で「狂気がなければ宗教じゃない　オウム真理教教祖が全てを告発」と題した麻原との対談で、教団を弁護した。なお、『週刊SPA!』はフジサンケイグループの扶桑社が発行しているが、1989年11月に麻原はオウムバッシングの裏にはフジサンケイグループをバックとした政治家あるいは宗教団体がいるとも語っていた。
中沢はさらに『週刊ポスト』1989年12月8日号「オウム真理教のどこが悪いのか」において、麻原を「高い意識状態を体験している人」と称賛し、教団を擁護した。
「坂本弁護士と家族を救う全国弁護士の会」によれば、こうした中沢の擁護発言記事によって「オウムは間違っていない」という誤った印象を与え、教団への疑惑を「宗教弾圧」と称して攻撃する根拠ともなり、また、この記事を読んでオウム真理教に入信したという者も現れた。中沢の発言以降、島田裕巳、吉本隆明、荒俣宏、栗本慎一郎、ビートたけし、池田昭も教団を肯定的に論評する発言を行った。

### 教団幹部の動向
実行犯の一人である岡﨑は、真理党候補として立候補した第39回衆議院議員総選挙の選挙運動中の1990年2月10日に突然、3億円の現金を持ち逃げして教団を脱走する。その後、麻原に電話をかけ、口止め料として現金1,000万円を要求。現在の所持金が170万円であることを伝えると麻原は差し引き830万円を振り込むことを約束した。
さらに岡﨑は新潟県内より「○○（長男の名前）が眠っている」「早くお願い、助けて！」という手書きの手紙と目印の写真及び地図を匿名で1990年（平成2年）2月16日付の速達で神奈川県警察に送付し、神奈川県警察は長野県警察と合同で地図の示す場所を捜索するものの発見できなかった。この時、遺体は目と鼻の先にあった。警察は手紙を出したのは岡﨑ではないかと感づいており、岡﨑に対しウソ発見器も投入して事情聴取を行った。だが岡﨑は「オウムバッシングの話題をそらすために嘘の投書を送っただけ」とはぐらかし、事態は行き詰まった。
また、事件の1年半後に警察はブルーバードと村井らを事件当日に目撃したという脱会信者の証言を入手、「ブルーバードを調べ上げれば、必ず手がかりが見つかるはずだ」と調べたが、すでにスクラップ工場で解体されていた。
実行犯の一人である早川は1990年にオウム真理教国土利用計画法違反事件で一度逮捕されていたが、本件については一切聞かれず、指紋除去の傷のことも指摘されなかった。
結局、再捜索は1995年（平成7年）9月の坂本一家の遺体発見まで行われなかった。その際の捜索は長野・新潟両県警察と警視庁が行っており、坂本の地元である神奈川県警察は参加していない。

## 遺体発見とその後の裁判

### 遺体発見
1995年（平成7年）春になり、実行犯の一人である岡﨑一明が自供をしたことで、事件の真相が明らかになった。
地下鉄サリン事件の起きた1995年3月20日、警察はオウム真理教の捜査を本格的に開始。そんな中、岡﨑が事件をほのめかすような供述を始め、4月6日に真相を語った。岡﨑の自供によって坂本一家が殺害されていたことがわかり、同年9月6日に警察による山中の捜索が行われ、同日中に坂本と坂本の妻の遺体が発見された。妻の遺体は死蝋化していた。長男の捜索は難航を極めたが、4日後の9月10日に発見された。一家の墓所は神奈川県鎌倉市の円覚寺「松嶺院」にある。
大毛無山（新潟県西頸城郡名立町（現在の上越市名立区））の山中にある坂本の遺体発見現場は、国道8号から約26 km山中に入った林道脇にあり、この場所には事件後、旧名立町が慰霊柱を、弁護士仲間が慰霊碑（座標）をそれぞれ建立した。同地点の標高は約950 mで、冬季は約2 mの積雪に覆われ、6月時点でも深さ30 cm程度の残雪に覆われる場所である。坂本の妻の遺体が発見された場所は、新潟県と富山県の県境付近である林道別又僧ヶ岳線の魚津市別又谷の上り口から数kmの地点の山中であった。発見場所には遺族が木製の慰霊碑を建て、慰霊登山も執り行われている。

### 裁判と死刑執行
刺殺された村井を除き、実行犯全員に死刑判決が出た。1998年10月23日の岡崎一明一審死刑判決、2000年7月28日の早川紀代秀一審死刑判決など裁判は進行したが、裁判は「麻原vs麻原以外の死刑囚」の主従に構図が矮小化され、神奈川県警の不手際といった別の構図が見過ごされてしまった。麻原の死刑判決（2004年2月27日）の直前には、坂本の妻の父である大山友之が「行方不明以降の対応ぶりから、神奈川県警の捜査は信用できなかった」「ずさんな捜査を放置して、法廷だけに真実の発見を求めるのは酷だろう」と述べている。同じく、麻原死刑判決の8ヶ月後にも大山は「神奈川県警は、実行犯の一人・岡﨑一明を泳がせていた」と述べている。
実行犯の死刑は、2018年7月6日と7月26日の2回に分けて執行された。首謀者である麻原の死刑執行に際しては、坂本の母は「よかったね、安らかにね」と談話し、大山夫妻は麻原死刑執行まで事件についての講演を依頼される機会は他のオウム真理教事件（サリン事件など）被害者より少なかったという。

### TBSビデオ問題
1989年（平成元年）10月26日、東京放送（TBS）のテレビワイドショー番組『3時にあいましょう』が、当時社会問題化し始めていたオウム真理教問題について坂本へインタビューを行ったが、その情報を察知したオウム真理教の幹部らがTBSの千代田分室を訪れて抗議したことにより、坂本のインタビューの放送が中止された。さらに、この時にTBS側がオウム真理教の幹部に収録したインタビューのビデオを見せ、この後、11月4日に本事件が発生した。こうした経緯から、TBSは取材源の秘匿というジャーナリズムの原則に反しただけでなく、坂本一家の失踪後もビデオをオウム真理教に見せたことを警察や弁護士会に伝えずに、オウム真理教をかばい続けたと批判された。この影響により、『3時にあいましょう』の後継番組『スーパーワイド』の放送が打ち切られた。

## その他
「被害者が戸締まりをしていなかったから」という結論に対して被害者遺族からは不満の声があり、被害者の遺族の中には、「本当の命日を知りたい」という声がある。
事件発生時に坂本の自宅が施錠されていなかったことは、当時の緊迫した状況からは考えにくいとして、早川の弁護側には「岡崎一明が偵察に行ったとき開けたのでは」と疑いをかけられた。さらには「侵入したオウム信者とは別に、教団外の協力者がいたのではないか」との陰謀説まである。
1994年（平成6年）頃、月刊誌『マルコポーロ』の編集部に「事件に関与した」とタクシー運転手を自称する者が現れ、坂本一家に似た客がライトバンに乗っていったのを目撃したと証言した（真偽は不明のまま）。これはオウムが主張する謀略説の根拠となった。
事件時に手袋をしていなかった村井や早川は麻原に指紋消去を命令され、熱したフライパンや豚の皮で指紋消去を行い指がボロボロになった。
事件同日に麻原は「山を越えて反対側に行かなければならない人がいたとしよう。その途中にね、大きな岩が三つあると。（略）ダイナマイトを使ってふっ飛ばして行けばいい」といった内容の説法をしている。
事件からしばらくして、麻原は実行犯と石井久子を集め、石井に六法全書の殺人罪の項目を朗読させ、「（共犯の麻原自身も）そうか、同罪だな」と言ってニヤニヤ笑ったという。また1991年夏、麻原は早川に対して「青山吉伸が無能弁護士だったから坂本を抑えられず、ポアするしかなかった」という趣旨の内容を語り、責任を青山に押し付けた。
同じくオウム問題を扱っていた坂本の知人の滝本太郎弁護士もオウムに命を狙われ、サリン、VX、ボツリヌス菌による暗殺作戦が実行されたが、全て失敗し未遂に終わっている（滝本太郎弁護士サリン襲撃事件）。